# Фурухьельм, Эрик Густав
Эрик Густав Фурухьельм (швед. Erik Gustaf Furuhjelm; 6 июля 1883, Хельсинки — 13 июня 1964, Хельсинки) — финский композитор, музыкальный критик и педагог. Брат политика Рагнара Фурухьельма.
Первоначально учился игре на скрипке у Антона Ситта, затем в 1901—1906 гг. изучал композицию в Хельсинкском институте музыки у Мартина Вегелиуса, в 1906—1908 гг. совершенствовал композиторское мастерство в Вене (у Роберта Фукса), Мюнхене и Париже.
Фортепианный квинтет до минор Фурухьельма (1906), следующий традиции Иоганнеса Брамса, считается одним из наиболее значительных достижений финской камерной музыки на рубеже столетий. Среди других важных сочинений Фурухьельма — две симфонии (ре мажор, 1911 и ми бемоль минор, 1927), Романтическая увертюра (фин. Romanttinen alkusoitto; 1911), окрашенные ориентальными тонами «Пять картин» для оркестра (фин. Viisi kuvaa; 1925), а также поздний струнный квартет (1956).
В 1907—1935 гг. преподавал в Институте музыки, с 1920 г. был его проректором. Среди учеников Фурухьельма — Эрик Бергман, Николай Лопатников, Вяйнё Райтио и другие.
Выступал также как музыкальный критик. В 1916 году опубликовал первую в Финляндии книгу о Яне Сибелиусе (швед. Jean Sibelius: Hans tondiktning och drag ur hans liv), сочувственно принятую её героем (подарившим, в частности, экземпляр своей старшей сестре).